# Рододендрон Альбрехта

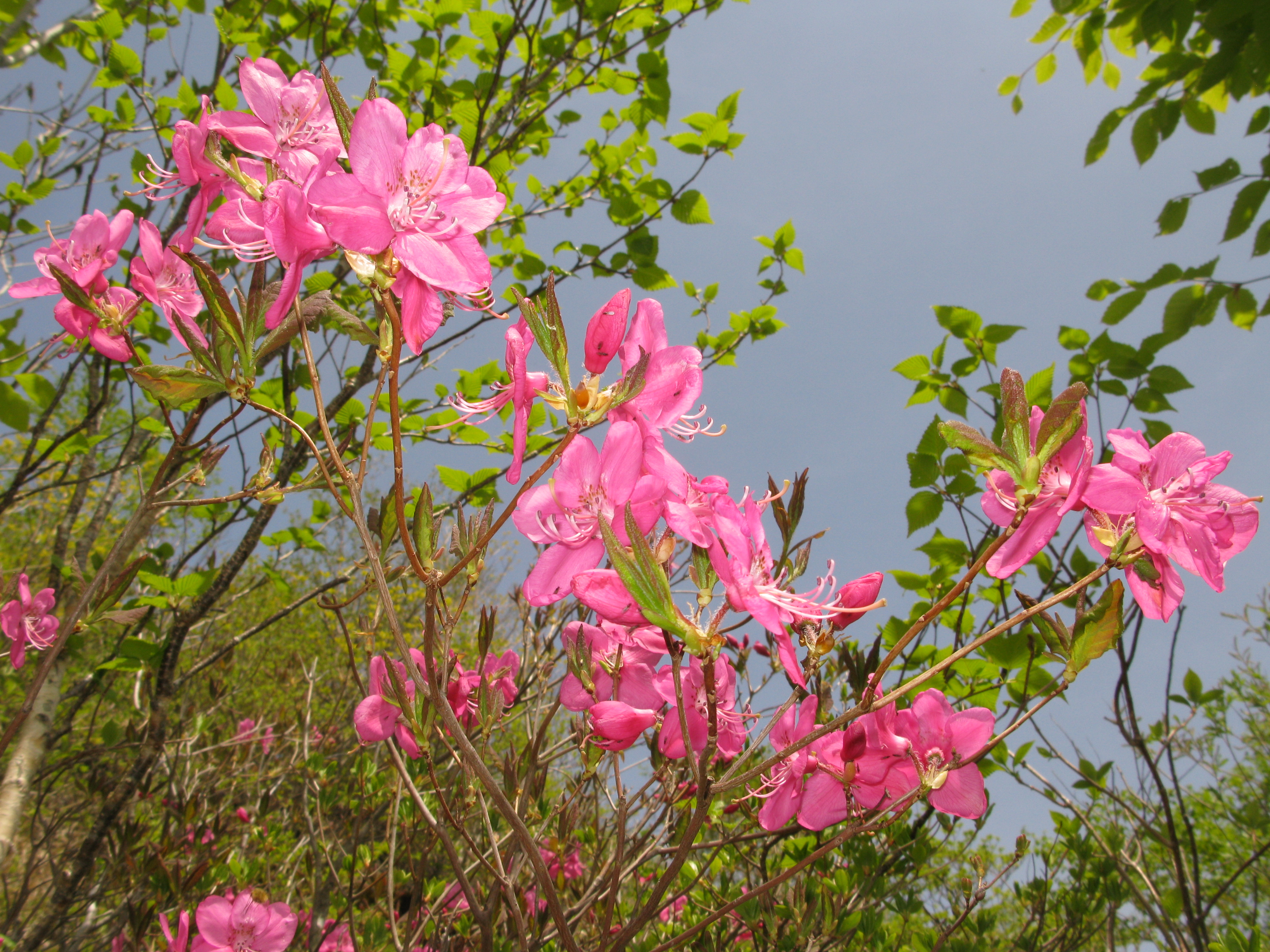

Рододе́ндрон Альбрехта (лат. Rhododéndron albrechtii) — листопадный кустарник, вид секции Sciadorhodion, подрода Pentanthera, рода Рододендрон (Rhododendron), семейства Вересковые (Ericaceae).
Используется в качестве декоративного садового растения. Европейцы узнали об этом виде благодаря Михаилу Альбрехту, работавшему в российском консульстве в Хакодате, на острове Хоккайдо, во второй половине XIX века. Однако распространение в европейских коллекциях рододендрон Альбрехта получил лишь в начале XX столетия.

## Распространение и экология
Средняя и северная Япония (Хонсю, Хоккайдо, Хондо). Опушки лесов и кустарниковые заросли.

## Ботаническое описание
Листопадный кустарник высотой 1,0—1,5 м, в природе до 3 м, при выращивании в более суровом климате ниже, раскидистый, пышный. Диаметр кроны до 1 м. Крона раскидистая, рыхлая. Кора серая. Побеги ржаво-коричневые, почти голые. Годичный прирост 5—7 см.
Листья обратнояйце-видные до ланцетовидных, обычно по 5 на концах коротких побегов, длиной 4—15 см, шириной 1,5—6,0 см, снизу покрыты волосками. Черешки листьев короткие.
Цветки по 4—5 в соцветии, диаметром до 5 см, распускаются до появления молодых побегов или одновременно с ними, ширококолокольчатые, пурпурно-красные. Тычинок 10. Цветение с конца апреля, в мае. По внешнему виду и форме цветков напоминает рододендрон Шлиппенбаха.
Плод — коробочка, семена мелкие, созревают в сентябре — октябре.

## В культуре
В культуре известен с 1860 года. Живёт более 30 лет. Светолюбив. Подходит для выращивания в Приморье, средней полосе России. На северо-западе России полностью зимостоек (высота взрослых кустов около 1,5 м). В условиях Латвии цветёт ежегодно и дает всхожеспособные семена. Предпочитает легкие почвы, слабокислые или кислые, влажные. Молодые растения в малоснежные зимы следует укрывать сухим листом и лапником. В Финляндии за прошедшие десятилетия рододендрон Альбрехта зарекомендовал себя как один из самых выносливых видов рододендрона, хотя сильные весенние заморозки могут повредить его ранние бутоны и цветы.
Выдерживает понижения температуры до −26 °С, или −29 °С.
В ГБС с 1973 года. В 15 лет высота 92 см, диаметр кроны 60 см. Цветёт с 8 лет, с конца июня до начала или середины июля, 15—17 дней. Не плодоносит. Зимостойкость средняя. Используется в одиночных и групповых посадках, каменистых садах, альпийских горках.
В условиях Нижегородской области относительно зимостоек. В суровые зимы подмерзают концы побегов. Страдает от поздних весенних заморозков. В суровые зимы повреждается многолетняя древесина. Семена вызревают нерегулярно.